# 內地省
內地省（阿拉伯语：‎）是阿曼的一個省，位於該國中北部。面積約31,900平方公里，2010年人口326,521人。首府奈茲瓦。下分8區。
1. ↑  Population-Data Maps > Total Population:2019 Dec 的存檔，存档日期2020-08-04., National Centre for Statistics & Information, 7 May 2020